# Leptogenys laeviterga
Leptogenys laeviterga is een mierensoort uit de onderfamilie van de Ponerinae. De wetenschappelijke naam van de soort is voor het eerst geldig gepubliceerd in 2012 door Zhou et al..